# Sukuba (Městečko South Park)
Sukuba (v anglickém originále The Succubus) je třetí díl třetí řady amerického komediálního animovaného televizního seriálu Městečko South Park. 

## Děj
Šéf si našel novou přítelkyni a chce se s ní oženit. Přestane pracovat jako školní kuchař a začne pracovat v účetnictví. Chlapci zjistí, že jeho přítelkyně Veronika je sukuba, a pomocí zpěvu ji během svatby dostanou do pekla. Šéf se nakonec vrací do školy coby kuchař.